# Bengt Anderberg

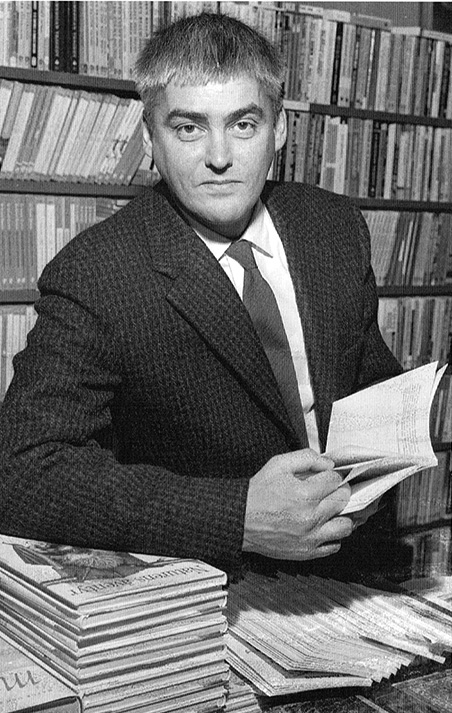
Författaren signerar sin bok Dantes Inferno i Göteborg 1962.

Bengt Nikolas Anderberg, född 17 april 1920 i Lundby, Göteborg, död 24 september 2008 i Rønne på Bornholm, var en svensk författare och översättare, från 1970-talet bosatt på Bornholm, i  Østermarie. Han var från 1947 gift med keramikern Astrid Anderberg. De fick sonen Niklas Anderberg.
Bengt Anderberg blev först känd för den omdiskuterade boken Kain som utkom 1948. Som författare bröt han mot tabun kring sexualitet och religion samt försökte göra upp med upplevt hyckleri i samhället. Han skrev för Expressens kulturavdelning under 48 års tid.

## Biografi
Anderberg växte upp i Lundby kyrkby på Hisingen i Göteborg. 
Han debuterade med novellsamlingen En kväll om våren 1945. Under 1940-talet publicerade han också diktsamlingarna Fåglar 1946 och Kristofer året därpå, särpräglat romantiska verk av ett slag som inte var vanliga på den tiden. 1948 kom något helt annat, nämligen romanen Kain. Romanen väckte ont blod och hotades av sedlighetsåtal och Bengt Anderberg blev känd över en natt.
Anderberg publicerade under 1950-, 1960- och 1970-talen dramatik, essäer (I flykten) och berättande prosa, om än ibland med långa mellanrum orsakade av alkoholproblem. Han var känd för sin lust att utmana och sitt rabulistiska sätt att skriva, vilket gjorde honom till en given portalfigur för serien Kärlek med dess program att förnya den erotiska novellen. 1999 kom den stort upplagda och mycket prisade romanen Amorina. Han var även medlem av 1973 års bibelkommission och var länge återkommande skribent på Expressens kultursida.
Han tog initiativet till och redigerade de första volymerna i serien Kärlek I, II, III och så vidare, utgivna av Corniche förlag 1965–1970. Detta var ett framträdande exempel på 1960-talets strävan att öppna det litterära berättandet för erotiska erfarenheter. Han framträdde också i radio som kåsör och under många år i samtal med Per Runesson.
Bengt Anderberg hade ett lätt anslag, om vilket han sa "jag har det i fingrarna". Som översättare tolkade han bland andra Botho Strauss, William Shakespeare, Jens August Schade, Bertolt Brecht och Charles Dickens till svenska.
Anderberg hejade under hela sitt liv på fotbollsklubben Gais.
2014 bildades Bengt Anderberg-sällskapet, vilket ska verka för spridandet av författarens texter. Det säger sig vara det enda litterära sällskapet med bas i Göteborg.

### Filmmanus
- 1955 – Vildfåglar[6]

### Översättningar i urval
- Andersen, H. C (1982). Sagor och berättelser. 1-5 / med ill. av Vilhelm Pedersen & Lorenz Frølich. Stockholm: AWE/Geber. Libris 342085
- Arden av Feversham. Stockholm: Kungliga Dramatiska Teatern. 1979. Libris 14012436
- Asker, Curt (1989). Curt Asker. 1, Tillfällen : fragment av Lucretius De rerum natura. Hylteberga: Ed. Hylteberga. Libris 851755. ISBN 91-970753-6-1 - Medöversättare: Bertil Cavallin.
- Auden, W. H (1961). Den mörka dalen : monolog. Stockholm: Radioteatern. Libris 13931802
- Brecht, Bertolt (1970). Arturo Ui. Roneby: Länsteatern i Blekinge. Libris 14552753
- Brecht, Bertolt (1980). Tredje rikets fruktan och elände  / radiobearb. av Palle Brunius. Göteborg: Stadsteatern. Libris 14170747
- Brecht, Bertolt (1970). Modern : pjäs / radioarrangemang: Gunnar Balgård och Jakob Oschlag. Stockholm: Radioteatern. Libris 19435420
- Brecht, Bertolt (1954). Scener från tredje riket. Stockholm: Radioteatern. Libris 13931898
- Brecht, Bertolt (1954). Tredje rikets fruktan och elände / radiobearb. av Palle Brunius. Radiotjänsts teaterbibliotek, 99-0529631-X ; 130Vår tid i dramat. Stockholm: Radiotjänst. Libris 1446031
- Bruun Olsen, Ernst (1968). Bal i den borgerlige : ett folklustspel med kupletter / musik: Finn Savery. Stockholm: Sandrew. Libris 14286383
- Dickens, Charles (1986). Resor i två världar / urval: Rune Olausson. Vallentuna: Hagaberg. Libris 7759120. ISBN 91-86584-11-1
- Dürrenmatt, Friedrich (1962). Fysikerna en komedi i två akter. Göteborg: Göteborgs stadsteater. Libris 13931021
- Gardner, Herb (1988). Jag är inte Rappaport. Stockholm: Kungliga Dramatiska Teatern. Libris 14215676
- Goes, Albrecht (1958). Brännoffret : en berättelse. Stockholm: Norstedt. Libris 1490748
- Goethe, Johann Wolfgang von (1962). Trogen mot sin vilja : erotiska dagboksblad. Stockholm: Piccolo. Libris 1158884, nyutgåva på Bokförlaget Ymer 2021, ISBN 9789198551839
- Heine, Heinrich (1982). Tyskland : en vintersaga / [på svensk vers av Hjalmar Söderberg]. Stockholm: Författarförl. Libris 7596143. ISBN 91-7054-344-5 - Häri ingår även: Tyskland : en vintersaga / Wolf Biermann / [på svensk vers av Bengt Anderberg].
- Hisperica Famina. Hedemora: Gidlund. 1989. Libris 7668509. ISBN 91-7844-134-X
- Don Juan och andra berättelser / urval och efterskrift av Per Erik Wahlund. Levande litteratur, 99-0208799-X. Stockholm: Natur och kultur. 1961. Libris 31809
- Newlove, Donald (1993). Drinkarens dagar : jag själv och andra författare : John Berryman ... Höganäs: Wiken. Libris 7591992. ISBN 9170248362
- Read, Herbert (1963). Brev till en ung målare / till svenska av Kerstin Karling ; dikterna övers. av Bengt Anderberg. Stockholm: Natur och kultur. Libris 1489372
- Rifbjerg, Klaus (1967). Vad en man behöver skådespel i två akter / musik: Ole Schmidt. Göteborg: Stadsteatern. Libris 13654793
- Schade, Jens August (1946). Jag är galen i dig. Stockholm: Wahlström & Widstrand. Libris 1414244
- Shakespeare, William (2004). Stormen. Stockholm: Ordfront. Libris 9432999. ISBN 9170370508
- Shaw, Bernard (1959). Pygmalion : en romantisk komedi / radioarrangemang: Herbert Grevenius. Stockholm: Radioteatern. Libris 13951293
- Simon, Neil (1991). Broadway nästa!. Stockholm: Kungliga Dramatiska Teatern. Libris 13927291
- Sofokles (1993). Typ 931 Oidipos. Stockholm: Unga Klara. Libris 13952000
- Stratiev, Stanislav (1981). Fårskinnspälsen [Fåret] / [översättning från tyska: Bengt Anderberg] ; [översättningen granskad & reviderad från bulgariskan av Ulla Roseen]. Stockholm: Kungliga Dramatiska Teatern. Libris 12240576
- Strauss, Botho (2000). Molieres misantrop. Göteborg: Göteborgs stadsteater. Libris 10244826
- Swift, Jonathan (1962). Ett anspråkslöst förslag och andra smärre skrifter / urval och efterskrift av Gunnar Boklund. Levande litteratur, 99-0208799-X. Stockholm: Natur o. kultur. Libris 695677
- Synge, John Millington (1951). Hjälten på den gröna ön / radiobearbetning av Palle Brunius ; inledning av Ragnar Oldberg. Radiotjänsts teaterbibliotek, 99-0529631-X ; 108Bondedramat. Stockholm: Radiotjänst. Libris 1446010
- Wilde, Oscar (1984). Rosor och lögner / urval och övers. : Lena Olausson & Rune Olausson ; lyrikövers.: Bengt Anderberg. Vallentuna: Hagaberg. Libris 7759111. ISBN 91-86584-02-2
- Wood, David (1980). Pepparkaksgumman [Pjästext] / bearbetning för Dramatens Stora scen: Katarina Sjöberg. Stockholm: Kungliga Dramatiska Teatern. Libris 12131277
- Zuckmayer, Carl (1957). Kaptenen från Köpenick : en tysk saga / radioarrangemang av Herbert Grevenius. Radiotjänsts teaterbibliotek, 99-0529631-X ; 150Tysk dramatik från Goethe till Brecht. Stockholm: Radiotjänst. Libris 2231243

## Priser och utmärkelser
- 1946 – Svenska Dagbladets litteraturpris[7]
- 1947 – Albert Bonniers stipendiefond för yngre och nyare författare[7]
- 1951 – Boklotteriets stipendiat
- 1956 – Boklotteriets stipendiat
- 1960 – Boklotteriets stipendiat
- 1962 – Eckersteinska litteraturpriset
- 1963 – Boklotteriets stipendiat
- 1970 – Litteraturfrämjandets stipendiat
- 1979 – Ferlinpriset[7]
- 1985 – Doblougska priset[7]
- 1986 – Sveriges författarfond, premiediplom
- 1992 – Gustaf Fröding-sällskapets lyrikpris[7]
- 1993 – John Landquists pris[7]
- 1997 – Gerard Bonniers pris för kulturjournalistik[7]
- 1998 – Elsa Thulins översättarpris[7]
- 2000 – Gun och Olof Engqvists stipendium[7]
- 2001 -  Lundbypriset[8]

## Hedrad
Flera av Göteborgs spårvägars spårvagnar är namngivna efter kända göteborgsprofiler. M31 308 bär Bengt Anderbergs namn.